# Moti Masjid
La Moti Masjid (littéralement « mosquée de la perle ») est une mosquée de marbre blanc située dans le complexe du Fort Rouge à Delhi, en Inde. Située à l'ouest du Hammam et à proximité du Diwan-i-Khas, elle a été construite par l'empereur moghol Aurangzeb entre 1659 et 1660.

## Histoire
La mosquée a été construite par l'empereur moghol Aurangzeb dans le complexe du Fort rouge de Delhi, en Inde, de 1659 à 1660 pour sa deuxième épouse Nawab Bai. La mosquée était également utilisée par les dames du Zenana. La mosquée a été construite pour un coût de 160 000 roupies .
La salle de prière comporte trois arches et est divisée en deux allées. Elle est surmontée de trois dômes bulbeux, qui étaient à l'origine recouverts de cuivre doré. Le cuivre doré a probablement été perdu après la rébellion indienne de 1857.

## Architecture
Les murs extérieurs sont orientés en symétrie avec les murs extérieurs du fort, tandis que les murs intérieurs ont une orientation légèrement différente pour s'aligner sur l'emplacement de la Mecque. La porte orientale est pourvue de vantaux plaqués de cuivre.